# 大阪市立加島小学校
大阪市立加島小学校（おおさかしりつ かしましょうがっこう）は、大阪府大阪市淀川区加島にある公立小学校。
1929年に大阪市香簑尋常小学校（現在の大阪市立香簑小学校）の分校として開設され、1937年に独立校となった。

## 沿革
- 1929年4月1日  - 大阪市香簑尋常小学校加島分校として開設。
- 1937年4月1日 - 大阪市加島尋常小学校として独立開校。
- 1941年4月1日 - 国民学校令により、大阪市加島国民学校に改称。
- 1944年 - 三島郡富田町（現在の高槻市富田地区）に集団疎開。
- 1947年4月1日 - 学制改革により、大阪市立加島小学校に改称。

## 通学区域
- 大阪市淀川区 加島1丁目-4丁目

卒業生は大阪市立美津島中学校に進学する。

## 交通
- JR東西線 加島駅 東へ約300m。
- 大阪シティバス・阪急バス 加島バス停下車。